# مگرتیچ ناقاش
مگرتیچ ناقاش (ارمنی: Մկրտիչ Նաղաշ؛ زاده ۱۳۹۴ –درگذشته ۱۴۷۰) یک شاعر و نقاش اهل ارمنستان بود.

## زندگی‌نامه
وی فرزند آراکیل و مانند پدرش مردی روحانی و پیشوای مذهبی شهر هامیت در ارمنستان غربی بود. وی علاوه بر سرودن شعر نقاش ماهری نیز بوده‌است. اشعار نقاش دارای مضامین مذهبی-اخلاقی-اجتماعی و نیز عاشقانه اش؛ و تنها گهگاه توجهٔ شاعر را پدیده‌های طبیعی به خود معطوف می‌دارند.
در دوران حیات این شاعر در نتیجهٔ بروز جنگ‌های پی در پی میان دولت عثمانی با همسایگانش، مردم ارمنی ساکن در ارمنستان غربی دچار بی خانمانی و ناگریز از جلای وطن می‌شدند و همین پدیدهٔ تاریخی باعث گردید تا مگردیچ ناقاش درد بی خانمانی و دربدر و غربت مردم را در اشعار خود بازتاب دهد و در ادبیات ارمنی به عنوان اولین شاعری که از رنج غربت و دربدری و تبعید و مهاجرت سخن به میان می‌آورد شناخته شود. در دهه 1420، او به همراه تنها پسرش مسروپ به شهر آماد در بین النهرین نقل مکان کرد. در سال 1430، اسقف اعظم سیسیل، کاتولیک کوستاندین ششم واخکاتسی مگرتیچ را به عنوان اسقف منصوب کرد و در سال بعد، 1431، او به عنوان اسقف آمیدا و رهبر معنوی ارامنه بین النهرین منصوب کرد و در سال 1431 به عنوان اسقف عمید و رهبر معنوی بین النهرین منصوب شد. 
ناقاش با زبانی زنده و تصویری در اشعار تعمیمی و غنایی خود، آنچه را که در زندگی اجتماعی مفید و زیبا است ستوده و از آن جانبداری کرده و حرص و مال‌پرستی دولتمندان و سودجویی و نفرت ورزی به همنوع را به باد انتقاد و ملامت گرفته‌است.